# Swan River, Manitoba
Swan River är en stad i Manitoba i Kanada. Staden grundades 1900 och hade 2011 drygt 3 907 invånare.
Den svenske författaren Sven Delblanc föddes i Swan River 1931.